# Arteră pericardiacofrenică
Artera pericardiacofrenică este o ramură lungă și subțire a arterei toracice interne. Se anastomozează cu arterele musculofrenice și frenice superioare.

## Localizare
Artera pericardiacofrenică se ramifică din artera toracică internă. Însoțește nervul frenic dintre pleură și pericard, până la diafragmă. Aici sunt distribuite atât artera cât și nervul frenic.

## Fiziologie
Arterele pericardiacofrenice au traseul prin cavitatea toracică și sunt localizate în interior și alimentează cu sânge pericardul fibros. Împreună cu arterele musculofrenice, ele asigură și aportul arterial diafragmei.